# Jacqueline Laurent
Jacqueline Laurent, född 1941 i Québec som Jacqueline Auger, är en kanadensisk skådespelerska. Hon är kanske mest känd för ett antal europeiska 1970-talsfilmer av fransk pornografisk film, ibland under artistnamnet Madelaine Laforet. Hon har teaterutbildning bakom sig och har genom åren synts i ett antal teateruppsättningar och i olika TV-serier.

## Biografi

### Bakgrund och tidig karriär
Jacqueline Laurent föddes in i en konstnärsfamilj. Hennes far Jacques Auger (1901-1977) var en erkänd komiker, medan modern Laurette Larocque (mest känd som Jean Desprez (1906-1965) genom livet arbetade som lärare, regissör, kritiker och skådespelare. Föräldrarna skilde sig strax när Jacqueline var liten.
Efter att hon gått kurser i klassisk sång, studerade hon från 1960 på École nationale du théâtre i Montréal. Efter sin teaterhögskoleexamen 1963 flyttade hon till Frankrike, där hon fortsatte sina teaterstudier 1964–1965 hos Françoise Rosay. 

### Fransk karriär
Under de kommande åren syntes hon i olika roller på flera franska teaterscener. Det inkluderade i pjäsen J'écris ton nom, Liberté på Comédie de l'Ouest i Rennes (1964), 1965 i Au revoir Charlie, två år senare i L'unique jour de l'année hos MJC-Théâtre i Colombes och 1969 i SOS homme seul på théâtre des Nouveautés.
1969 syntes hon för första gången i TV-sammanhang, i TV-serien Les Chevaliers du ciel. Hon fortsatte under de kommande åren att kombinera scenuppsättningar med olika roller i TV-produktioner. På TV deltog hon i miniserierna La Duchesse d'Avila (1973) och La Cloche tibétaine (1975).
1972 inledde hon en karriär som skådespelare inom pornografisk film, och inledningsvis spelade hon den kvinnliga huvudrollen i två filmer av Jesús Franco – Le Journal intime d'une nymphomane och Les Possédées du Diable. Hon arbetade också i Sverige, för regissörerna Mac Ahlberg och Torgny Wickman, ibland under artistnamnet Madelaine Laforet. 1977 hade hon den kvinnliga huvudrollen i Ta mej i dalen, som fick motta priset för bästa utländska film av Adult Film Association of America. Senare förklarade hon att hon deltog i de här filmerna för att bekosta sina studier i Paris. Hon ångrar inte sin medverkan, eftersom hon därigenom kunde försörja sig och därefter kunde gå vidare till andra filmer och TV-produktioner.

### Tillbaka i Kanada
På 1980-talet flyttade hon tillbaka till Kanada. Hon lanserade sig som teaterregissör, bland annat av uppsättningar av Village de fous (av Neil Simon) och La Cantatrice chauve (av Eugène Ionesco). Åren 1986–1988 verkade hon som lärare i rolltolkning vid École nationale de théâtre du Canada, därefter vid Université de Montréal. Därefter har hon regelbundet synts i den franskspråkiga kanadensiska televisionen, i serier som L'Amour avec un grand A (1990), Mon meilleur ennemi (2001) och Mauvais Karma (2012).
Hon har även arbetat lärare i uttal, via sitt eget företag Bye-bye peur och med användande av en psykoanalytisk metod. Hon är även medlem av Association nationale des naturothérapeutes du Québec.
Efter att hon under 15 års tid arbetat som lärare i dramatik vid collège Jean-de-Brébeuf i Montréal, fick hon 2014 tillfälligt frånträda sin anställning. Det skedde efter att en av hennes elever känt igen henne från filmen Le Journal intime d'une nymphomane producerad över 40 år tidigare Klagomål från inflytelserika bloggare och tidigare skolelever fick skolan att slutligen ta tillbaka sitt beslut.

## Teater

### Skådespelare
- 1964 – J'écris ton nom, Liberté, poesiteater producerad av Denise Bonal och Philippe Mercier, Comédie de l'Ouest i Rennes
- 1965 – Au revoir Charlie av George Axelrod, i regi av François Périer (roll: "Jennifer")
- 1967 – L'Unique jour de l'année av Alan Seymour, i regi av Pierre Valde, MJC-Théâtre de Colombes ("Yanne")
- 1969 – SOS homme seul av Jacques Vilfrid  och Jean Girault, i regi av Michel Vocoret, théâtre des Nouveautés ("Stéphanie")
- 1973 – Scandale à Chinon (No Sex Please, We're British) av Anthony Marriott och Alistair Foot, bearbetning av Jean Cau och regi av Michel Roux, théâtre Fontaine
- 1980 – Butley av Simon Gray, Théâtre du Rideau Vert i Montréal ("Edna Schaft")
- 1980 –  Le Légataire universel av Jean-François Regnard, théâtre du Rideau vert i Montréal ("Madame Argante")

### Regissör
- Village de fous av Neil Simon, Montréal
- La Cantatrice chauve  av Eugène Ionesco, Montréal
- La Nuit de Valognes av Éric-Emmanuel Schmitt, Montréal

## Filmografi

### Bio och långfilm
- 1972 – Dany la ravageuse av Willy Rozier ("Talassa")
- 1973 – Le Journal intime d'une nymphomane (eller Diary of a Nymphomaniac) av Jess Franco ("Rosa Ortiz")
- 1973 – Je prends la chose... du bon côté ! av Michel Gérard
- 1973 – Baksmälla: - bitar av ett äktenskap av Jörn Donner ("Shari")[9]
- 1974 – Un couple, parmi tant d'autres... mais si pervers av Daniel Daert ("Tania Vergès")
- 1974 – Le Plumard en folie av Jacques Lemoine och Georges Combret ("lesbisk kvinna")
- 1974 – Les Yeux fermés av Joël Santoni
- 1974 – Quand les filles se déchaînent (eller Hot and Naked) av Guy Maria ("Camille")
- 1974 – La Bonzesse av François Jouffa ("Myriam")
- 1974 – Serre-moi contre toi, j'ai besoin de caresses eller Avec quoi soulèves-tu l'édredon av Raoul André ("Odette")
- 1974 – La Kermesse érotique av Raoul André ("Louis kvinna")
- 1974 – Les Suspects av Michel Wyn
- 1974 – Les Possédées du Diable (eller Lorna the Exorcist) av Jess Franco ("Marianne Mariel")
- 1974 – Inkräktarna (eller The Intruders) av Torgny Wickman ("Helen Delaney")[10]
- 1975 – Fureur sexuelle (eller La Nuit toutes les chattes sont grises) av Daniel Daert ("kvinnlig hotellgäst")
- 1976 – Bel Ami av Mac Ahlberg ("Rebecca Walter")[11]
- 1976 – Les Machines à sous eller Sexe Hôtel av Bernard Launois ("Renée")
- 1977 – Ta mej i dalen av Torgny Wickman ("husföreståndarinnen", listad som Madeleine Laforet)[12]
- 1978 – Lovelier Than Love av Hans Dittmer
- 1978 – Nathalie dans l'enfer nazi av Alain Payet ("Helga Hortz")
- 2002 – 100% bio av Claude Fortin
- 2012 – Croix des bouquets av Marie-Ange Barbancourt

### Television
TV-filmer markeras som sådana, medan resten är TV-serier
- 1969 – Les Chevaliers du ciel av Jean Couturier ("Monica" i säsong 3)
- 1971 – Au théâtre ce soir : SOS homme seul (TV-film av teateruppsättning) av Jacques Vilfrid och Jean Girault, regi av Michel Vocoret, théâtre Marigny ("Barbara")
- 1973 – Graine d'ortie av Yves Allegret
- 1973 – La Duchesse d'Avila av Philippe Ducrest ("Emina")
- 1974 – Entre toutes les femmes (TV-film) av Maurice Cazeneuve ("Camille")
- 1974 – L'Or et la fleur (TV-film) av Philippe Ducrest ("Suzy")
- 1975 – Plus amer que la mort (TV-film) av Michel Wyn ("Nelly")
- 1975 – La Cloche tibétaine av Serge Friedman ("Haardts sekreterare")
- 1978 - Le Temps des as av Claude Boissol ("Joséphines mor")
- 1978–1982 – Le Clan Beaulieu ("Diane Montreuil")
- 1985 – Corentin le violoneux
- 1985–1993 – L'Or du temps ("Anne-Marie Chevalier")
- 1990 – L'Amour avec un grand A (avsnittet "Marie-Claude, Émilie et Germain") av Pierre Gagnon ("Marie-Claude")
- 1998 – Le Volcan tranquille ("Cunégonde")
- 1999 – 4 et demi...
- 2001 – Mon meilleur ennemi
- 2002 – L'Enfant de la télé ("Jean Desprez")
- 2004 – L'Auberge du chien noir ("Madame Valois")
- 2012 – Oui Allô
- 2012 – Mauvais Karma ("programvärd")